# Visum voor Cuba

De ligging van Cuba in Midden-Amerika.

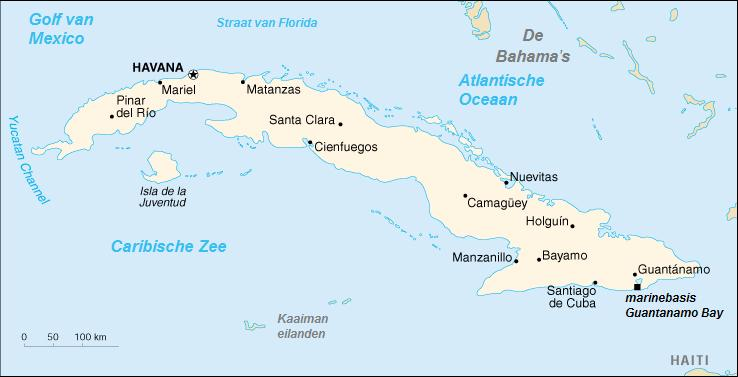
Een overzichtskaart van Cuba.

Visum voor Cuba is een spionageroman van auteur Gérard de Villiers en het 93e deel uit de S.A.S.-reeks met als protagonist de Oostenrijkse prins en freelance CIA-agent Malko Linge.

## Het verhaal
Malko wordt door de CIA naar Cuba gezonden om Luis Miguel Bayamo te helpen het land te ontvluchten. Bayamo is een dubbelspion, hij is een medewerker van de Cubaanse geheime dienst maar spioneert tevens voor de Amerikaanse CIA.
Bayamo is in het bezit van een lijst met namen van dubbelspionnen die actief zijn voor de Cubaanse geheime diensten.
Bovendien beschikt Bayamo over informatie de op Cuba gevestigde terroristische opleidings- en trainingskampen.
Wat aanvankelijk slechts een eenvoudige opdracht leek te zijn, ontaardt al snel in een nachtmerrie. De G2, een speciale afdeling van de Cubaanse geheime dienst, komt Malko op het spoor en deze zet al haar beschikbare middelen in om hem in handen te krijgen. Aan Malko de taak uit handen te blijven van de G2 en samen met Bayamo veilig het eiland te verlaten.

## Personages
- Malko Linge, een Oostenrijkse prins en CIA-agent;
- Luis Miguel Bayamo, een Cubaanse overloper;
- Herminia, een Cubaanse schone;
- Raquel.